# Frank Bsirske

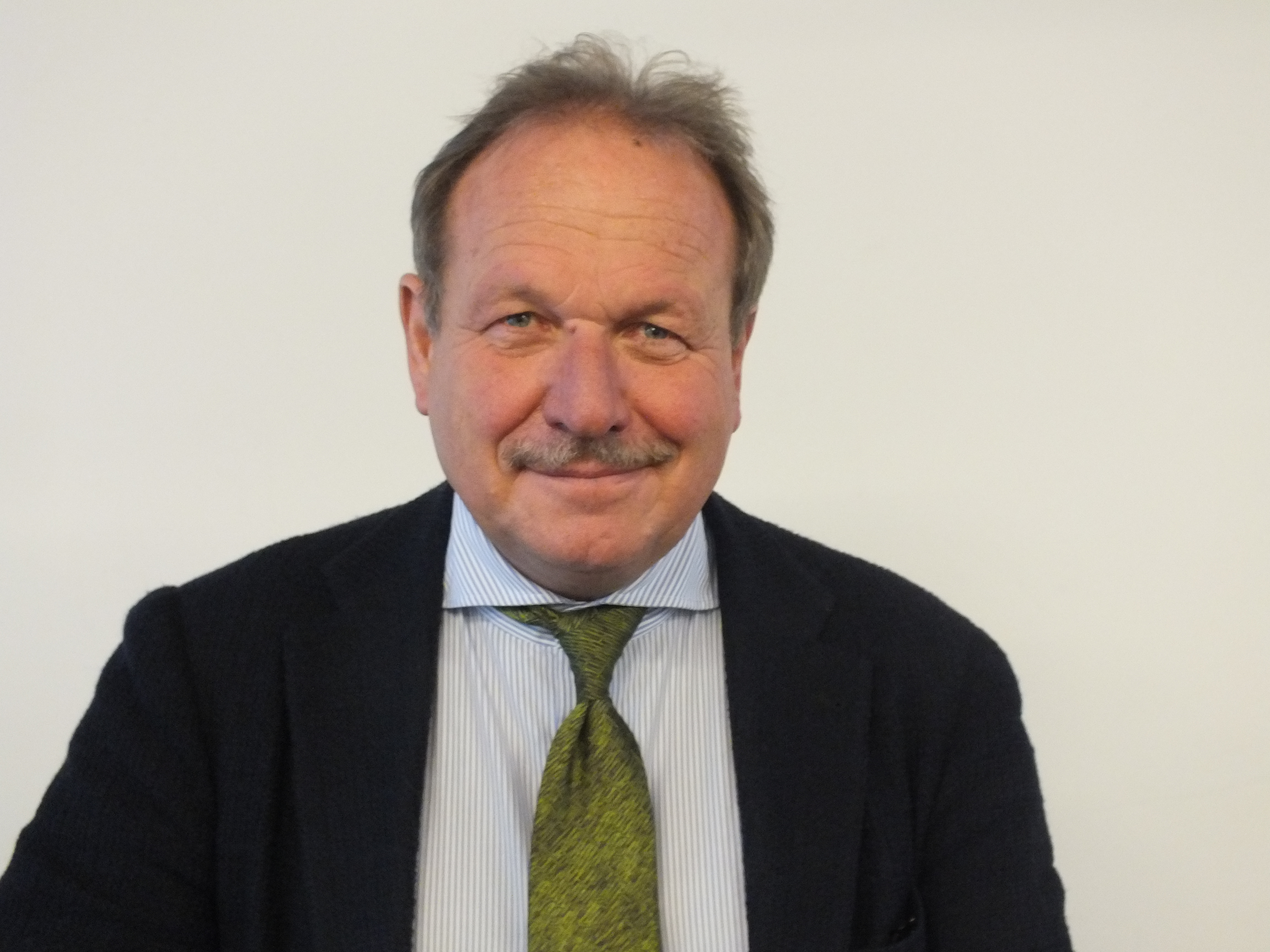
Frank Bsirske (2018)

Frank Bsirske (ur. 10 lutego 1952 w Helmstedt) – niemiecki działacz związkowy, członek niemieckiej partii Zielonych, deputowany do Bundestagu od 2021 r.
W latach 2001–2019 przewodniczący największego niemieckiego związku zawodowego Vereinte Dienstleistungsgewerkschaft (ver.di).

## Życiorys
Frank Bsirske jest synem robotnika i pielęgniarki. W roku 1971 uzyskał maturę. Po studiach na kierunku nauk politycznych Bsirske działał w latach 1978–1987 jako sekretarz ds. oświaty organizacji Sozialistische Jugend Deutschlands – Die Falken w okręgu Hanower. W roku 1987 został współpracownikiem Zielonej Alternatywnej Listy Obywatelskiej (Grüne Alternative Bürgerliste) w radzie miejskiej Hanoweru, a w roku 1989 sekretarzem w hanowerskim zarządzie powiatowym związku zawodowego ÖTV. W roku 1990 awansował na stanowisko zastępcy dyrektora zarządu powiatowego, następnie, w 1991 – na stanowisko zastępcy przewodniczącego regionu Dolna Saksonia związku. W latach 1997–2000 pracował w miejskim wydziale ds. personalnych i organizacji Hanoweru. Tam zainicjował pewne reformy (np. plan przyjaznych dla ludzi miejskich urzędów), odpowiadał też jednak za zwolnienie 1000 spośród 16 000 pracowników podlegających miejskim władzom.
9 listopada 2000 Bsirske został przewodniczącym związku ÖTV, który przy jego znaczącym osobistym udziale w roku 2001 zjednoczył się z czterema innymi związkami, w wyniku czego powstał związek Vereinte Dienstleistungsgewerkschaft (ver.di), na którego czele stal w latach 2001–2019. Ponadto jest przedstawicielem pracowników w radzie nadzorczej koncernu energetycznego RWE oraz w linii lotniczej Lufthansa.
W wyborach parlamentarnych w 2021 roku uzyskał z list Zielonych mandat deputowanego do Bundestagu.